# Le Mesnil-sur-Oger
Le Mesnil-sur-Oger är en kommun i departementet Marne i regionen Grand Est (tidigare regionen Champagne-Ardenne) i nordöstra Frankrike. Kommunen ligger i kantonen Avize som tillhör arrondissementet Épernay. År 2022 hade Le Mesnil-sur-Oger 1 001 invånare.

## Befolkningsutveckling
Antalet invånare i kommunen Le Mesnil-sur-Oger
| Referens: INSEE |